# Tour de Suisse 2000
Die 64. Tour de Suisse fand vom 13. bis 22. Juni 2000 statt. Sie wurde in zehn Etappen über eine Distanz von 1358 Kilometern ausgetragen.
Gesamtsieger wurde Oscar Camenzind. Die Rundfahrt startete in Uster mit einem Mannschaftszeitfahren über 24,6 Kilometer und endete in Baden.

## Etappen
| Etappe     | Tag      | Start – Ziel           | km         | Etappensieger         | Gesamtwertung    |
| ---------- | -------- | ---------------------- | ---------- | --------------------- | ---------------- |
| 1. Etappe  | 13. Juni | Uster – Uster          | 24,5 (MZF) | Team Deutsche Telekom | Steffen Wesemann |
| 2. Etappe  | 14. Juni | Uster – Rheinfelden    | 197        | Fred Rodriguez        | Markus Zberg     |
| 3. Etappe  | 15. Juni | Rheinfelden – Freiburg | 182,5      | Wladimir Belli        | Michael Boogerd  |
| 4. Etappe  | 16. Juni | Freiburg – Verbier     | 156,1      | Pascal Hervé          | Pascal Hervé     |
| 5. Etappe  | 17. Juni | Sierre – Sierre        | 30 (EZF)   | Raivis Belohvoščiks   | Jan Ullrich      |
| 6. Etappe  | 18. Juni | Ulrichen – Ulrichen    | 103,1      | Eddy Mazzoleni        | Jan Ullrich      |
| 7. Etappe  | 19. Juni | Locarno – Locarno      | 170,7      | Marco Ficato          | Jan Ullrich      |
| 8. Etappe  | 20. Juni | Locarno – La Punt      | 165,8      | Stefano Garzelli      | Oscar Camenzind  |
| 9. Etappe  | 21. Juni | St. Moritz – Arosa     | 150,3      | Francesco Secchiari   | Oscar Camenzind  |
| 10. Etappe | 22. Juni | Herisau – Baden        | 177,9      | Stefano Zanini        | Oscar Camenzind  |